# Himno del estado de Arizona
El estado estadounidense de Arizona tiene dos canciones oficiales, aunque ninguna lleva ese nombre. El himno oficial del estado es "The Arizona March Song" (en español: "La canción de la marcha de Arizona") y el himno estatal alternativo se titula "Arizona".

## Himno estatal

### Historia
La letra de "The Arizona March Song" fue escrita por Margaret Rowe Clifford en 1915. La música fue compuesta por Maurice Blumenthal.

### Letra (eninglés):
First Stanza

Come to this land of sunshine,

To this land where life is young.

Where the wide, wide world is waiting,

The songs that will now be sung.

Where the golden sun is flaming

Into warm, white shining day.

And the sons of men are blazing

Their priceless right of way.

Coro:

Sing the song that's in your hearts,

Sing of the great Southwest.

Thank God, for Arizona,

In splendid sunshine dressed.

For thy beauty and thy grandeur,

For thy regal robes so sheen,

We hail thee Arizona

Our Goddess and our queen.

Second Stanza

Come stand beside the rivers

Within our valleys broad.

Stand here with heads uncovered,

In the presence of our God!

While all around, about us

The brave, unconquered band,

As guardians and landmarks

The giant mountains stand.

Third Stanza

Not alone for gold and silver

Is Arizona great.

But with graves of heroes sleeping,

All the land is consecrate!

O come and live beside us

However far ye roam

Come help us build up temples

And name those temples “home.

### Enespañol:
Primera Estrofa

Ven a esta tierra de sol,

A esta tierra donde la vida es joven.

Donde el ancho, ancho mundo está esperando,

Las canciones que ahora serán cantadas.

Donde el sol dorado está llameando

En un día cálido, blanco y brillante.

Y los hijos de los hombres están ardiendo

Su inestimable derecho de paso.

Coro:

Canta la canción que está en tus corazones,

Canta del gran Suroeste.

Gracias a Dios, por Arizona,

Vestida de espléndido sol.

Por tu belleza y tu grandeza,

Por tus vestiduras reales tan brillantes,

Te saludamos Arizona

Nuestra Diosa y nuestra reina.

Segunda Estrofa

Ven y párate junto a los ríos

Dentro de nuestros amplios valles. 

¡Quédate aquí con las cabezas descubiertas,

En la presencia de nuestro Dios!

Mientras a nuestro alrededor, a nuestro alrededor

La valiente e invicta banda,

Como guardianes y puntos de referencia

Se yerguen Las gigantescas montañas.

Tercera Estrofa

No solo por oro y plata

Es grande Arizona.

¡Pero con tumbas de héroes durmiendo,

Toda la tierra está consagrada!

Oh, ven y vive junto a nosotros.

Por muy lejos que vagues,

ven y ayúdanos a construir templos

y llama a esos templos "hogar".

## Himno estatal alternativo

### Historia
El himno alternativo, "Arizona", es una canción country y western escrita e interpretada por Rex Allen y Rex Allen Jr. Fue adoptada en 1981.

### Letra (eninglés):
I love you, Arizona

Your mountains, deserts, and streams

The rise of Dos Cabezas

And the outlaws I see in my dreams;

I love you Arizona,

Superstitions and all;

The warmth you give at sunrise;

Your sunsets put music in us all.

Oo, Arizona;

You're the magic in me;

Oo, Arizona,

You're the life-blood of me;

I love you Arizona;

Desert dust on the wind;

The sage and cactus are blooming,

And the smell of the rain on your skin.

Oo, Arizona;

You're the magic in me;

Oo, Arizona,

You're the life-blood of me.

### Enespañol:
Te amo, Arizona

Tus montañas, desiertos y arroyos

El ascenso de Dos Cabezas

Y los forajidos que veo en mis sueños;

Te amo Arizona,

Supersticiones y todo;

El calor que das al amanecer;

Tus puestas de sol ponen música en todos nosotros.

Oo, Arizona;

Eres la magia en mí;

Oo, Arizona,

Eres mi sangre vital;

Te amo Arizona;

Polvo del desierto en el viento;

La salvia y los cactus están floreciendo,

Y el olor de la lluvia en tu piel.

Oo, Arizona;

Eres la magia en mí;

Oo, Arizona,

Eres mi sangre vital.